# Vitreux
Vitreux település Franciaországban, Jura megyében. Lakosainak száma 255 fő (2022. január 1.). Vitreux Montagney, Bresilley, Sornay, Ougney, Pagney és Taxenne községekkel határos.

## Népesség
A település népessége az elmúlt években az alábbi módon változott:
| Lakosok száma | 154  | 190  | 174  | 275  | 261  | 278  | 286  | 282  | 273  | 255  |
|               | 1968 | 1982 | 1990 | 2006 | 2013 | 2015 | 2017 | 2019 | 2020 | 2022 |